# فرانسيسكو بيليني
فرانسيسكو بيليني (بالإيطالية: Francesco Bellini) هو رائد أعمال كندي وإيطالي، ولد في 20 نوفمبر 1947 في أسكولي بيتشينو في إيطاليا.

## وصلات خارجية
- فرانسيسكو بيليني على موقع إن إن دي بي (الإنجليزية)